# Национален монетарен съвет на Бразилия
Националният монетарен съвет (на португалски: Conselho Monetário Nacional – CMN) е колегиален орган на Министерството на финансите на Бразилия и висш ръководен орган на Националната финансова система на Бразилия, който формулира националната парична и кредитна политика, допринасяйки за стабилността на национална валута, за икономическото и социалното развитие на страната. Националният монетарен съвет регулира обема на кредитните операции, извършвани от финансовите институции в страната, контролира обема на паричните средства в обращение, управлява златните и валутните резерви на страната, определя политиката за тяхното спестяване и инвестиране, и извършва висш контрол върху капиталовите пазари в страната. В този смисъл Националният монетарен съвет регулира дейността на Централната банка на Бразилия и на Комисията по ценните книжа и борсите на Бразилия.
Националният монетарен съвет на Бразилия е създаден със Закон No. 4.595 от 31 декември 1964 г. и започва да функционира ефективно от 31 март 1965 г., тъй като според чл. 65 от закона той влиза в сила 90 дни след обнародването му.

## Цели
Основните цели, които преследва дейността на Националния монетарен съвет, са:
- поддържане обема на паричните средства в обращение, необходим за правилното функциониране и развитие на бразилската икономика;
- фиксиране на стойността на националната валута на вътрешния пазар, с цел превенция и корекция на инфлационни и дефлационни огнища с вътрешен и външен произход, и реакция на икономически депресии и други негативни процеси и конюнктурни феномени;
- регулиране стойността на националната валута на международните пазари и на платежния баланс на страната, с цел по-ефективна експлоатация на резерва от чуждестранна валута;
- ориентира приложението на ресурсите на финансовите институции, публични или частни, с цел създаване на подходящи условия за хармонично развитие на националната икономика в различните региони на страната;
- насърчаване на подобряването на институционалните и финансови инструменти с цел да осигури по-голяма ефективност на платежната система и мобилизация на националните ресурси;
- осигуряване на ликвидността и платежоспособността на финансовите институции;
- координация на паричната, кредитната, бюджетната, фискалната политика и на политиката по управления на външния и вътрешния дълг на страната.

## Правомощия
Сред основните правомощия на Националния монетарен съвет, гарантирани от закона, са:
- да оторизира емитирането на книжни пари от Централната банка на Бразилия;
- да определя правилата, при които Централната банка може да емитира книжни пари;
- да определя основните характеристики на банкнотите и монетите;
- да одобрява паричните бюджети, изготвяни от Централната банка, въз основа на които се извършва оценка на глобалните парични и кредитни нужди;
- да координира собствената си политика както и инвестиционната политика на правителството;
- да регулира създаването, функционирането и надзора на кредитните институции, банкови и др., както и прилагането на наказанията;
- да ограничава, където е необходимо, размера на лихвените проценти, дисконтните ставки, комисионните, таксите и всички останали форми на възнаграждения, получавани от банките и другите кредитни институции за извършваните от тях финансови операции и услуги, включително и тези, предоставяни от Централната банка.

## Състав и структура
Националният монетарен съвет на Бразилия се състои от трима членове:
- министъра на икономиката на Бразилия, който е и председател на съвета;
- гуверньора на Централната банка на Бразилия;
- специалния секретар за приходите към Министерството на икономиката.

Националният монетарен съвет заседава на редовни сесии веднъж месечно, за да разглежда и гласува по въпроси от своята компетенция. По инициатива на неговия председател могат да бъдат свиквани и извънредни сесии. Решенията на CMN се оформят като резолюции и инструкции, които имат задължителен характер, и се публикуват в Официалния вестник на Съюза и на интернет страницата на Централната банка.

### Помощни органи
Към Националния монетарен съвет функционират и седем консултативни съвета:
1. за нормите и организацията на финансовата система;
2. за търговията с ценни книжа и фючърси;
3. за земеделския кредит;
4. за индустриалния кредит;
5. за публичната задлъжнялост;
6. за жилищното кредитиране, за санитарната и градската инфраструктура;
7. за парична и обменна политика.

Освен от консултативните съвети, дейността на Националния монетарен съвет се подкрепя и от Техническа комисия за парите и кредита (COMON), чиято дейност се координира от гуверньора на Централната банка.
Съставът на COMOC се формира от:
1. гуверньора на Централната банка;
2. председателя на Комисията по ценните книжа на Бразилия;
3. ипълнителния секретар и секретарите на Националната хазна и на икономическата политика към Министерството на финансите;
4. заместник-гуверньорите на Централната банка.

Централната банка на Бразилия изпълнява ролята на изпълнителен секретариат на Националния монетарен съвет.